# Thumb Rock
Der Thumb Rock (von englisch thumb ‚Daumen‘) ist ein Klippenfelsen im Wilhelm-Archipel vor der Westküste der Antarktischen Halbinsel. In der Gruppe der Argentinischen Inseln liegt er in der westlichen Einfahrt zum Stella Creek zwischen Winter Island und dem nordwestlichen Ende der Galíndez-Insel.
Teilnehmer der British Graham Land Expedition (1934–1937) unter der Leitung des australischen Polarforschers John Rymill kartierten und benannten den Felsen 1935.